# Мамбетакунов, Орозакун
Орозаку́н Мамбетаку́нов, другой вариант фамилии — Мамбетакимов (кирг. Орозакун Мамбетакунов; 5 октября 1940, с. Ача-Кайынды, Ат-Башинский район, Тянь-Шанская область — 14 августа 2024) — старший чабан совхоза имени 50-летия СССР Ат-Башинского района Нарынской области, Киргизская ССР. Герой Социалистического Труда (1973). Заслуженный мастер животноводства Киргизской ССР (1977). Депутат Верховного Совета СССР 10-го созыва. Лауреат Государственной премии СССР (1980)

## Биография
Родился в 1940 году в крестьянской семье в селе Ача-Кайынды.
С 1964 года трудился чабаном в совхозе имени 50-летия СССР Ат-Башинского района. Позднее возглавлял бригаду чабанов.
В годы Девятой пятилетки (1971—1975) бригада Орозакуна Мамбетакунова ежегодно выращивала в среднем по 143—166 ягнят от каждой сотни овцематок и получала в среднем по 3-4,5 килограмма шерсти с каждой овцы. Указом Президиума Верховного Совета СССР от 6 сентября 1973 года удостоен звания Героя Социалистического Труда с вручением ордена Ленина и золотой медали «Серп и Молот».
В 1980 году удостоен Государственной премии СССР «за увеличение валового производства высококачественной продукции животноводства на основе применения прогрессивной технологии, изыскания и использования внутренних резервов».
Член КПСС с 1968 года. Избирался делегатом XXV съезда КПСС и депутатом Верховного Совета СССР 10-го созыва от Совета Национальностей (1979—1984).
Скончался 14 августа 2024 года из-за продолжительной болезни в возрасте 83 лет.